# Ophiuche hicetasalis
Ophiuche hicetasalis är en fjärilsart som beskrevs av William Schaus 1913. Ophiuche hicetasalis ingår i släktet Ophiuche och familjen nattflyn. Inga underarter finns listade i Catalogue of Life.